# Universität für Umwelt- und Biowissenschaften

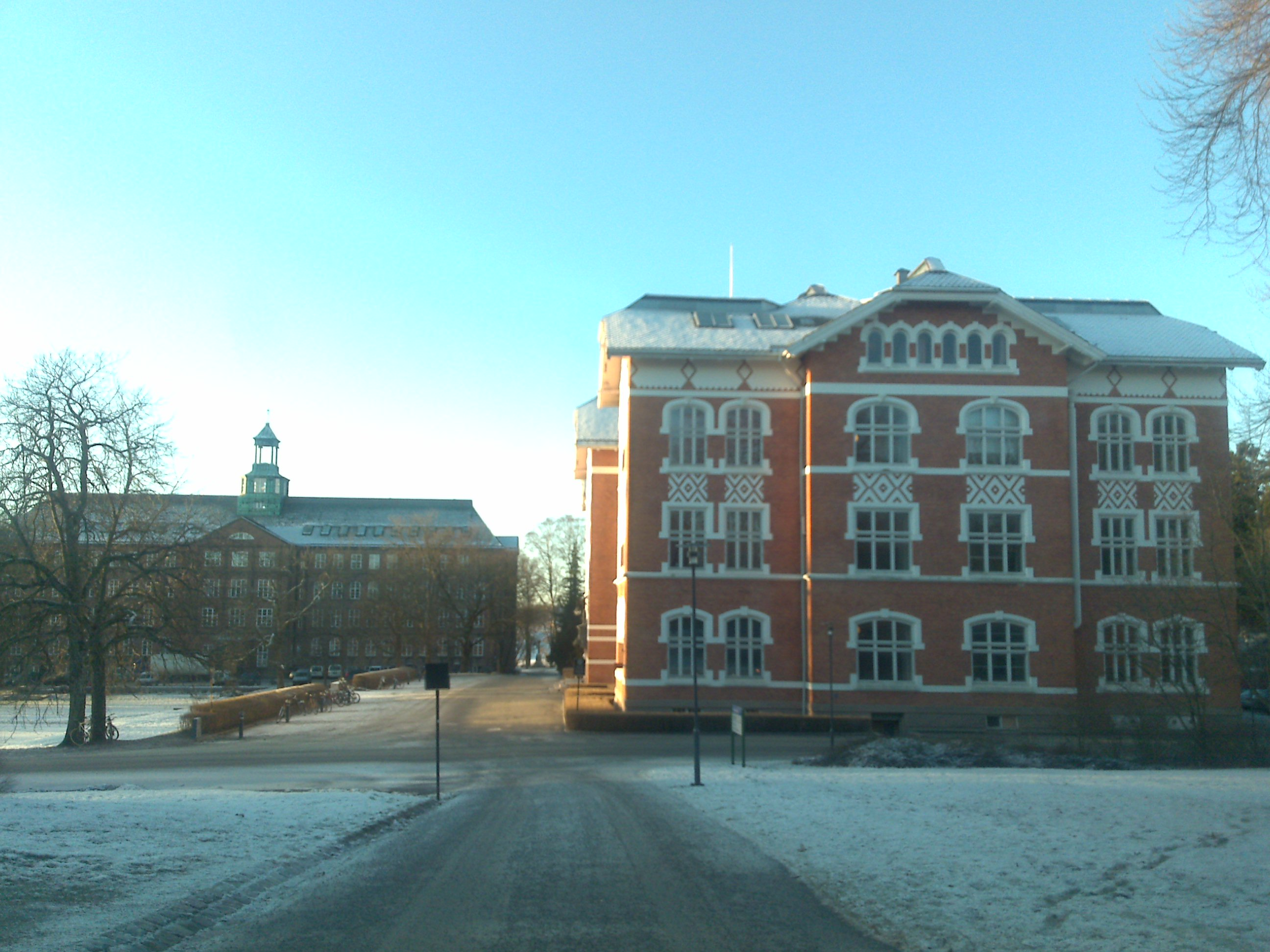
Universität für Umwelt- und Biowissenschaften

Die Universität für Umwelt- und Biowissenschaften (norwegisch: Norges miljø- og biovitenskapelige universitet (NMBU), offizieller englischer Name: Norwegian University for Life Sciences) ist eine staatliche Universität in Ås, Akershus, in der Nähe von Oslo. Die Universität hat etwa 7400 Studierende und 1988 Angestellte. Gegründet wurde sie als Agrarwirtschaftsschule 1859. Zur Hochschule wurde sie 1897 (Agrarwirtschaftshochschule) und den Universitätsstatus erhielt sie 2005. 2014 erfolgte der Zusammenschluss mit der Norwegischen Veterinärhochschule.

## Organisation
Die Universität gliedert sich in drei Fakultäten, die in 13 Departments weiter untergliedert sind:
- Fakultät für Umweltwissenschaften und -technologie
- Fakultät für Sozialwissenschaften
- Fakultät für Veterinärmedizin und Biowissenschaften